# Modrokos
Modrokos (lat. Monticola solitarius) je vrsta ptice koja pripada rodu Monticola (stjenjarke), porodica muharice.

## Područje rasprostranjenosti u svijetu i RH
Modrokos je u Hrvatskoj gnjezdarica, stanarica prisutna tijekom cijele godine. 

## Veličina RH populacije
10 000 – 20 000 parova.

## Stanište
Kao staništa odabire stijene, litice i planine u mediteranskim ili stepskim predjelima, u toplim i suhim klimatskim zonama. Također, ovu vrstu ptice možemo vidjeti i u ruševinama u naseljenim područjima, gdje ponegdje zamjenjuje kosa. 

## Fenologija vrste i biologija vrste
Mužjak modrokosa je jedina potpuno tamno modra pjevica u regiji, s tamnijim krilima i repom. Ako ju gledamo nasuprot suncu može izgledati i potpuno crna kao kos. Ženke su pjegave s tamno sivosmeđim grlom i repom. Duljina tijela je oko 20 cm, a raspon krila 33 – 37 cm. 
Gnijezde se u rupama u liticama, ispod potkapina, u špiljama, kamenolomima, u zgradama, ali povremeno i u rupama u drvetu ili vodoravno postavljenim cijevima. Tijekom sezone ima dva legla, u kojima je najčešće 4 – 5 jaja. Inkubacija traje 12 – 15 dana. 
Ptice ove vrste hrane se najčešće beskralježnjacima, ali i gušterima i biljnim materijalom. 

## IUCN kategorija ugroženosti i zakonska zaštita
Modrokos prema Crvenoj knjizi ptica Hrvatske (Tutiš i sur. 2013.) ima kategoriju ugroženosti: najmanje zabrinjavajuća (LC) vrsta. 
Sukladno Zakonu o zaštiti prirode (80/13) i Pravilniku o strogo zaštićenim vrstama (NN 114/13) modrokos je strogo zaštićena vrsta u RH.
- mužjak, Gibraltar
- ženka Zapadni Bengal, Indija
- otok Jeju, Južna Koreja

## Vanjske poveznice
|  | Zajednički poslužitelj ima još gradiva o temi Monticola solitarius |
|  | Wikivrste imaju podatke o taksonu Monticola solitarius             |